# Vágőr
Vágőr (1898-ig Sztrázsa, szlovákul Stráže) Krakovány településrésze, egykor önálló falu Szlovákiában, a Nagyszombati kerületben, a Pöstyéni járásban.

## Fekvése
Pöstyéntől 6 km-re nyugatra fekszik.

## Története
A falu legrégibb feltárt emlékei a 2 millió éves mamutcsontok. Az első emberi település nyomai az i. e. 5000 körüli időből kerültek elő, ezt követően mind a bronzkorban, mind a vaskorban lakott volt. Az i. e. 1. századból kerámiatöredékek kerültek elő. Vágőr területén a késő római korból származó gazdag fejedelmi sírt tártak fel, értékes arany és ezüst mellékletekkel.
A mai települést 1113-ban villa Spectaculi néven említik először. A honfoglalás után határőrök települése volt. A középkorban két falu: Kis- és Nagyőr állt a helyén. Kisőrt 1335-ben Kysewr, Nagyőrt 1347-ben Nogewr néven említik. Mint nevük is mutatja, ekkor még magyar lakosságuk volt, majd később a betelepülések következtében elszlovákosodtak. A falu temploma a 14. században épült, ma is áll. Hosszú ideig az Apponyi család birtokolta, ahol vámot is szedtek a Vágújhelyre igyekvő vásárosoktól. 1405-ben elfoglalták a morva grófok, de a következő évben a Stíbor vajda vezette magyar sereg visszafoglalta. 1531-ben és 1600-ban a települést megtámadta és felégette a török. Lakói mezőgazdaságból, dohánytermesztésből, valamint sör és pálinkafőzésből éltek.
Fényes Elek szerint "Sztrázsa, tót falu, Nyitra vgyében, Krakován mellett, 445 kath., 3 evang. lakossal s igen termékeny jó határral. Káposztája hires. – F. u. a nyitrai püspök. Ut. p. Galgócz."
A trianoni békeszerződésig Nyitra vármegye Vágújhelyi járásához tartozott. 1944. január 1-jén Krakoványhoz csatolták.

## Népessége
1910-ben Vágőrnek 637, többségben szlovák anyanyelvű lakosa volt, jelentős magyar kisebbséggel.
2001-ben Krakovány 1311 lakosából 1292 szlovák volt.

## Nevezetességei
- Szent Gál tiszteletére szentelt római katolikus temploma a 14. században épült gótikus stílusban.
- Vízimalom.
- Régi nemesi kúria.
- Mária-oszlop.

## Külső hivatkozások
- Hivatalos oldal
- Községinfó
- Krakovány Szlovákia térképén
- Tourist-channel.sk